# Campo da hockey su ghiaccio

Diagramma del campo da gioco dell'hockey su ghiaccio.

Il campo da hockey su ghiaccio è una pista di ghiaccio disegnata appositamente per l'hockey su ghiaccio. È uno spazio rettangolare con gli angoli arrotondati e circondato da una barriera alta un metro detta balaustra.

## Dimensioni

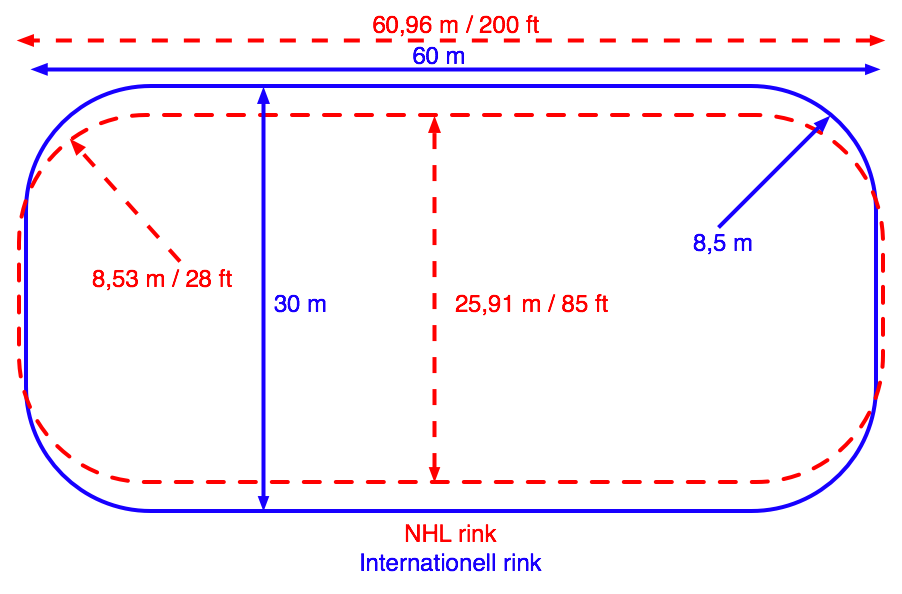
Confronto fra le dimensioni internazionali e quelle della NHL.

Esistono due dimensioni standard per le piste di hockey su ghiaccio: una utilizzata principalmente in Nordamerica, l'altra nel resto del mondo.

### Internazionale
I campi da hockey su ghiaccio nella maggior parte del mondo seguono le direttive della International Ice Hockey Federation (IIHF), le quali a partire dal 2014 prevedono piste di 60 metri (197 ft) di lunghezza e una larghezza variabile fra i 26 metri (85 ft) e i 30 metri (98 ft) con il raggio delle curve pari a 8,5 metri (28 ft). La distanza fra il fondo della pista e la linea di porta più vicina è di 4 metri (13 ft). La distanza fra il fondo della pista e le due linee blu è pari a 22,86 metri (75,00 ft), rispetto ai 21,33 metri (69,98 ft) di distanza adottati in passato.

### Nordamerica
La maggior parte delle piste nordamericane segue invece le misure imposte della principale lega professionistica del mondo, la National Hockey League (NHL). Essa prevede dimensioni pari a 61 metri (200 ft) × 26 metri (85 ft) con il raggio delle curve pari a 8,5 metri (28 ft). La distanza fra il fondo della pista e la linea di porta più vicina è di  3,35 metri (11 ft). Nella NHL le zone di attacco sono più grandi, con le due linee blu poste a 19,5 metri (64 ft) di distanza dalla linea di porta e lontane fra loro 15,3 metri (50 ft).

### Origini
Le dimensioni originarie furono quelle del Victoria Skating Rink di Montréal, costruito nel 1862, dove nel 1875 si giocò la prima gara di hockey su ghiaccio al coperto documentata. Le dimensioni del ghiaccio erano di 62,2 metri (204,07 ft) × 24,3 metri (79,72 ft). Gli angoli arrotondati invece vengono ricondotti alla forma originaria della Montreal Arena, anch'essa situata a Montréal, costruita nel 1898.